# José Rodríguez Martínez
José Rodríguez Martínez (Villajoyosa, Alicante, 16 de diciembre de 1994) es un futbolista español. Juega de centrocampista y su equipo es el Flamurtari F. C. de la Superliga de Albania.

## Trayectoria

### Categorías inferiores
Empezó a jugar en 2002 en las categorías inferiores del Villajoyosa C. F. de su ciudad natal. Permaneció en el club hasta el año 2007 cuando se incorporaría a la disciplina del Hércules C. F. donde permaneció dos años antes de pasar a las categorías inferiores del Real Madrid C. F.
En 2009 el Real Madrid C. F. se interesó en el jugador y logró ficharlo para sus categorías inferiores donde pasó a formar parte del equipo cadete. Desde ese momento fue progresando por cada uno de los equipos juveniles del club hasta llegar finalmente a formar parte de la plantilla oficial del primer equipo filial, el Real Madrid Castilla Club de Fútbol, sin haber pasado por el Real Madrid C. F. "C" debido a su progresión.

### Castilla C. F.
En 2012, coincidiendo con el ascenso del equipo a la Segunda División, entra a formar parte de la disciplina del primer equipo filial a las órdenes de Alberto Toril, equipo con el que ya había debutado de manera no oficial en la pretemporada frente al Getafe C. F. "B".
El ascenso de categoría, supone el debut del jugador como futbolista profesional en el partido de la tercera jornada de liga frente al U. D. Almería entrando en el minuto 72 de partido en sustitución de «Fabinho». Su progresión se hace notar pese a los pocos minutos de los que dispuso a principio de temporada, debido a la gran competitividad y número de jugadores del Real Madrid Castilla, y es llamado por el mánager deportivo del primer equipo José Mourinho.

### Real Madrid C. F.
El jugador entra en la convocatoria de la eliminatoria de Copa del Rey 2012-13 frente al Club Deportivo Alcoyano que se disputó el 31 de octubre de 2012. En ese mismo partido debutó con el Real Madrid C. F. en competición oficial tras sustituir a su compañero en el equipo filial Álex Fernández antes del inicio de la segunda mitad del encuentro y a la edad de 17 años. El partido supondría una gran noche para el canterano ya que marcaría su primer gol con el equipo tras una asistencia de Karim Benzema para hacer el tercer gol del partido, que finalizaría por 1-4.
El 1 de diciembre el jugador debutó en Primera División ante el Atlético de Madrid en el derbi madrileño, partido que se saldó con la victoria del equipo blanco por 2-0.
El 4 de diciembre debutó en la Liga de Campeones contra el A. F. C. Ajax correspondiente al último partido de la fase de grupos, que finalizó 4-1 a favor del Real Madrid, convirtiéndose en el debutante más joven del equipo en la máxima competición europea.

### Deportivo de La Coruña
El 22 de julio de 2014 se hizo oficial su cesión por un año al Deportivo de La Coruña para la temporada 2014/15. Jugó en el equipo gallego un total de 27 partidos marcando su primer gol en la victoria a domicilio contra la S. D. Eibar.

### Galatasaray S. K.
El 31 de julio de 2015 se hizo oficial su fichaje por el Galatasatay S. K. por cuatro temporadas. Tras terminar la primera temporada y no jugar al nivel esperado deja el club después de haber participado en 25 partidos. y haber conquistado la Copa y la Supercopa del país.

### Mainz 05 y las 3 cesiones
Al inicio de la temporada 2016/17 se marcha al equipo de la Bundesliga con un contrato para las próximas cuatro temporadas. En el mercado invernal de esa temporada y tras haber jugado 5 partidos en total con el equipo germano, se marcha cedido al Málaga C. F., por aquel entonces en primera división, que se reservaría una opción de compra. Jugó un total de 6 partidos con el equipo malagueño.
En la temporada 2017-18 el equipo renano lo cedió al Maccabi Tel Aviv cuyo entrenador, Jordi Cruyff, estaba interesado en él. Con el equipo israelí jugó un total de 20 partidos y marcó 2 goles.
La siguiente temporada volvió a ser cedido al Fortuna Sittard de la Eredivisie

### Málaga C. F. y C. F. Fuenlabrada
El 18 de agosto de 2019 se convirtió en el segundo fichaje del Málaga C. F., esta vez militando en Segunda División, hasta 2022.
El 30 de enero de 2020 se hizo oficial su cesión al C. F. Fuenlabrada hasta final de temporada sin opción de compra.

### Regreso a Israel y Bélgica
El 8 de septiembre de 2020, tras rescindir su contrato con el Málaga C. F., firmó por el Maccabi Haifa F. C. de Israel. Con este equipo ganó la Liga Premier de Israel.
El 12 de agosto de 2022 fichó por el Union Saint-Gilloise, equipo que la temporada anterior había finalizado segundo en la Primera División de Bélgica. Disputó trece partidos antes de rescindir su contrato en febrero de 2023 después de no ser convocado en ningún encuentro en lo que se llevaba de año. Entonces estuvo sin equipo hasta que en junio regresó otra vez a Israel para jugar en el Hapoel Tel Aviv F. C. Allí estuvo media campaña y en febrero de 2024 se unió al Adana Demirspor, club que abandonó tras medio año por impagos.
En julio de 2025, tras casi un año como agente libre, fichó por el Flamurtari F. C. albanés.

## Selección nacional
José Rodríguez ha sido internacional con las categorías inferiores de la selección española, donde ha vestido en 5 ocasiones la camiseta de la selección española sub-17 para un total de un gol. El debut se produjo en 2010.
Formó parte de la selección española sub-19 donde estuvo a las órdenes de Julen Lopetegui.
También formó parte de la selección española sub-21, con la cual debutó el 26 de marzo de 2015.

## Estadísticas

### Clubes
Actualizado al último partido jugado el 21 de septiembre de 2019.
| Club | Div.          | Temporada     | Liga  | Liga  | Liga   | Copas nacionales(1) | Copas nacionales(1) | Copas nacionales(1) | Torneos internacionales(2) | Torneos internacionales(2) | Torneos internacionales(2) | Total | Total | Total  | Media goleadora(3) |
| Club | Div.          | Temporada     | Part. | Goles | Asist. | Part.               | Goles               | Asist.              | Part.                      | Goles                      | Asist.                     | Part. | Goles | Asist. | Media goleadora(3) |
| --- | ------------- | ------------- | ----- | ----- | ------ | ------------------- | ------------------- | ------------------- | -------------------------- | -------------------------- | -------------------------- | ----- | ----- | ------ | ------------------ |
| R. M. Castilla C. F. · España | 2.ª           | 2012-13       | 24    | -     | 1      | -                   | -                   | -                   | -                          | -                          | -                          | 24    | 0     | 1      | 0,00               |
| 2013-14 | 2.ª           | 37            | 4     | 1     | -      | -                   | -                   | -                   | -                          | -                          | 37                         | 4     | 1     | 0,11   |                    |
| Total club | Total club    | 61            | 4     | 2     | -      | -                   | -                   | -                   | -                          | -                          | 61                         | 4     | 2     | 0,11   |                    |
| Real Madrid C. F. · España | 1.ª           | 2012-13       | 1     | -     | -      | 2                   | 1                   | -                   | 1                          | -                          | -                          | 4     | 1     | 0      | 0,25               |
| Real Madrid C. F. · España | Total club    | Total club    | 1     | 0     | 0      | 2                   | 1                   | 0                   | 1                          | 0                          | 0                          | 4     | 1     | 0      | 0,25               |
| R. C. Deportivo La Coruña · España | 1.ª           | 2014-15       | 25    | 2     | 1      | 2                   | -                   | -                   | -                          | -                          | -                          | 27    | 2     | 1      | 0,09               |
| R. C. Deportivo La Coruña · España | Total club    | Total club    | 25    | 2     | 1      | 2                   | 0                   | 0                   | -                          | -                          | -                          | 27    | 2     | 1      | 0,09               |
| Galatasaray S. K. Turquía | 1.ª           | 2015-16       | 12    | -     | 1      | 6                   | -                   | 1                   | 3                          | -                          | -                          | 21    | 0     | 2      | 0,00               |
| Galatasaray S. K. Turquía | Total club    | Total club    | 25    | 2     | 1      | 2                   | 0                   | 0                   | -                          | -                          | -                          | 27    | 2     | 1      | 0,09               |
| Mainz 05 · Alemania | 1.ª           | 2016-17       | 2     | -     | -      | 2                   | -                   | -                   | 1                          | -                          | -                          | 5     | 0     | 0      | 0,00               |
| Mainz 05 · Alemania | Total club    | Total club    | 2     | 0     | 0      | 2                   | 0                   | 0                   | 1                          | 0                          | 0                          | 5     | 0     | 0      | 0,00               |
| Málaga C. F. · España | 1.ª           | 2016-17       | 6     | -     | -      | -                   | -                   | -                   | -                          | -                          | -                          | 6     | 0     | 0      | 0,00               |
| Málaga C. F. · España | Total club    | Total club    | 6     | 0     | 0      | 0                   | 0                   | 0                   | 0                          | 0                          | 0                          | 6     | 0     | 0      | 0,00               |
| Maccabi Tel Aviv F. C. Israel | 1.ª           | 2017-18       | 19    | 2     | 1      | 1                   | -                   | 1                   | -                          | -                          | -                          | 20    | 2     | 2      | 0,10               |
| Maccabi Tel Aviv F. C. Israel | Total club    | Total club    | 19    | 2     | 1      | 1                   | 0                   | 1                   | 0                          | 0                          | 0                          | 20    | 2     | 2      | 0,10               |
| Fortuna Sittard · Países Bajos | 1.ª           | 2018-19       | 22    | 2     | 2      | 4                   | 0                   | 0                   | -                          | -                          | -                          | 26    | 2     | 2      | 0,08               |
| Fortuna Sittard · Países Bajos | Total club    | Total club    | 22    | 2     | 2      | 4                   | 0                   | 0                   | 0                          | 0                          | 0                          | 26    | 2     | 2      | 0,08               |
| Málaga C. F. · España | 2.ª           | 2019-20       | 0     | 0     | 0      | 0                   | 0                   | 0                   | -                          | -                          | -                          | 0     | 0     | 0      | 0,00               |
| Málaga C. F. · España | Total club    | Total club    | 0     | 0     | 0      | 0                   | 0                   | 0                   | 0                          | 0                          | 0                          | 0     | 0     | 0      | 0,00               |
| C. F. Fuenlabrada · España | 2.ª           | 2019-20       | 0     | 0     | 0      | 0                   | 0                   | 0                   | -                          | -                          | -                          | 0     | 0     | 0      | 0,00               |
| C. F. Fuenlabrada · España | Total club    | Total club    | 0     | 0     | 0      | 0                   | 0                   | 0                   | 0                          | 0                          | 0                          | 0     | 0     | 0      | 0,00               |
| Maccabi Haifa Football Club Israel | 1.ª           | 2020-21       | 0     | 0     | 0      | 0                   | 0                   | 0                   | -                          | -                          | -                          | 0     | 0     | 0      | 0,00               |
| Maccabi Haifa Football Club Israel | Total club    | Total club    | 0     | 0     | 0      | 0                   | 0                   | 0                   | 0                          | 0                          | 0                          | 0     | 0     | 0      | 0,00               |
| Total carrera | Total carrera | Total carrera | 99    | 6     | 4      | 10                  | 1                   | 1                   | 3                          | 0                          | 0                          | 172   | 11    | 12     | 0,06               |
| (1) Incluye datos de la Copa del Rey / Supercopa de España (2012-13). En caso de equipo filial se refiere a los partidos de play-off. (2) Incluye datos de la UEFA Champions League (2012-Act). (3) No incluye goles en partidos amistosos. |               |               |       |       |        |                     |                     |                     |                            |                            |                            |       |       |        |                    |

### Selecciones
| Selección       | Temporada     | Europeo | Europeo | Mundial | Mundial | Amistosos | Amistosos | Total | Total |
| Selección       | Temporada     | Part.   | Goles   | Part.   | Goles   | Part.     | Goles     | Part. | Goles |
| --------------- | ------------- | ------- | ------- | ------- | ------- | --------- | --------- | ----- | ----- |
| Sub-17 · España | 2010-11       | 4       | 1       | 0       | 0       | 0         | 0         | 4     | 1     |
| Sub-17 · España | Total         | 4       | 1       | 0       | 0       | 0         | 0         | 4     | 1     |
| Sub-19 · España | 2013          | 7       | 1       | 0       | 0       | 1         | 0         | 8     | 1     |
| Sub-19 · España | Total         | 7       | 1       | 0       | 0       | 1         | 0         | 8     | 1     |
| Sub-20 · España | 2013          | 0       | 0       | 0       | 0       | 1         | 0         | 1     | 0     |
| Sub-20 · España | Total         | 0       | 0       | 0       | 0       | 1         | 0         | 1     | 0     |
| Sub-21 · España | 2014-15       | 4       | 0       | 0       | 0       | 2         | 0         | 6     | 0     |
| Sub-21 · España | Total         | 4       | 0       | 0       | 0       | 2         | 0         | 6     | 0     |
| Total carrera   | Total carrera | 15      | 2       | 0       | 0       | 4         | 0         | 19    | 2     |

## Palmarés

### Títulos nacionales
| Título                 | Club                   | País    | Año  |
| ---------------------- | ---------------------- | ------- | ---- |
| Supercopa de Turquía   | Galatasaray S. K.      | Turquía | 2015 |
| Copa de Turquía        | Galatasaray S. K.      | Turquía | 2016 |
| Copa Toto Al           | Maccabi Tel Aviv F. C. | Israel  | 2018 |
| Liga Premier de Israel | Maccabi Haifa F. C.    | Israel  | 2021 |
| Supercopa de Israel    | Maccabi Haifa F. C.    | Israel  | 2021 |
| Copa Toto Al           | Maccabi Haifa F. C.    | Israel  | 2022 |
| Liga Premier de Israel | Maccabi Haifa F. C.    | Israel  | 2022 |

### Distinciones individuales
| Distinción                                                              | Año  |
| ----------------------------------------------------------------------- | ---- |
| Elegido entre los diez jugadores más prometedores de la Eurocopa Sub-19 | 2013 |